# Miami (canción de Foals)
«Miami» es el segundo sencillo del segundo álbum de la banda británica Foals Total Life Forever lanzado el 5 de julio de 2010. El lado B «Wear & Tear» se hizo después estará disponible para su descarga en la página web de Foals. «Miami» es la canción más lenta  que han escrito hasta ahora, de acuerdo con ellos.
La canción alcanzó el puesto número 127 en la lista UK Singles Chart.

## Video musical
El video musical fue dirigido por Dave Ma y cuenta con una pelea entre los culturistas y travestis.

## Lista de canciones
7" single

| N.º | Título            | Duración |  |
| 1.  | «Miami»           | 3:42     |  |
| 2.  | «The Forked Road» | 5:38     |  |

7" single

| N.º | Título        | Duración |  |
| 1.  | «Miami»       | 3:42     |  |
| 2.  | «Wear & Tear» | 4:30     |  |

Promo CD

| N.º | Título                  | Duración |  |
| 1.  | «Miami» (Radio Edit)    |          |  |
| 2.  | «Miami»                 |          |  |
| 3.  | «Miami» (Lissvik Remix) |          |  |
| 4.  | «Miami» (Instrumental)  |          |  |